# Elmwood Place (Ohio)
Elmwood Place es una villa ubicada en el condado de Hamilton, en el estado estadounidense de Ohio. Según el censo de 2020, tiene una población de 2087 habitantes.
A excepción de una pequeña parte que colinda con la vecina St. Bernard, Elmwood Place está totalmente rodeada por la ciudad de Cincinnati.

## Geografía
Elmwood Place se encuentra ubicada en las coordenadas 39°11′8″N 84°29′21″O / 39.18556, -84.48917 (39.18551, -84.489158). Según la Oficina del Censo de los Estados Unidos, Elmwood Place tiene una superficie total de 0.84 km², correspondientes en su totalidad a tierra firme.

## Demografía
Según el censo de 2020, hay 2087 personas residiendo en Elmwood Place. La densidad de población es de 2395.42 hab./km². El 57.79% de los habitantes son blancos, el 27.02% son afroamericanos, el 0.53% son amerindios, el 0.38% son asiáticos, el 0.10% son isleños del Pacífico, el 6.37% son de otras razas y el 7.81% son de una mezcla de razas. Del total de la población, el 8.43% son hispanos o latinos de cualquier raza.